# Иван Цвејанов
Иван Цвејанов (Велики Бечкерек, 1899 — Велики Бечкерек, 1931) био је југословенски сликар.

## Биографија
Родио се 1899. године у Великом Бечкереку. После завршене средње школе у родном граду, уписао се 1917. године у Цртачку школу у Сегедину, а затим прешао у Будимпешту где је похађао академију са прекидима до 1921. године. У сликарској школи у Нађбањи боравио је у лето 1918. године са студентима, међу којима су били Зора Петровић и Иван Радовић. Припадао је групи „Великобечкеречки импресионисти”, а наводно је имао самосталну изложбу 1921. године. Прерана смрт га је спречила да настави студије у Паризу. Приређена му је комеморативна изложба 1932. године.